# Poiana de Sus, Iași
Poiana de Sus este un sat în comuna Țibana din județul Iași, Moldova, România.